# Secret Oyster
Secret Oyster est un groupe de rock progressif et jazz rock danois. Principalement actif dans les années 1970, le groupe se réunit en 2007 pour une tournée américaine.

## Biographie
Secret Oyster est formé en 1972 des cendres de plusieurs groupes de rock progressif locaux. Secret Oyster peut être un mélange de Mahavishnu Orchestra, Nucleus, et Bitches Brew-era Miles. En 1973, le groupe publie son premier album studio, l'homonyme Secret Oyster. En 1974, le groupe signe avec CBS Records.
Pendant son existence, le groupe participe au projet Vidunderlige Kælling du Ballet royal danois, autour d'une poésie érotique de Jens August Schade.  Le groupe se popularise hors des frontières danoises comme groupe de « solistes intrépides de jazz-rock » pendant la tournée européenne de 1975 avec Captain Beefheart. Le groupe se sépare en 1977,.
En 2007, le groupe se réunit et annonce sa venue aux États-Unis pour une tournée intitulée Secret Oyster Band: Live In The USA 2007. Le groupe participera au festival NEARfest Fusion à New York.

## Discographie
- 1973 : Secret Oyster (Laser's Edge)
- 1974 : Sea Son (CBS Records)
- 1975 : Vidunderlige kælling (CBS Records)
- 1976 : Astarte (version anglophone de Vidunderlige kælling ; CBS Records)
- 1976 : Orllaver (Christiana)
- 1976 : Straight to the Krankenhaus (CBS Records)